# 6907 Harryford
6907 Harryford è un asteroide della fascia principale. Scoperto nel 1990, presenta un'orbita caratterizzata da un semiasse maggiore pari a 2,7403254 UA e da un'eccentricità di 0,1971843, inclinata di 9,09005° rispetto all'eclittica.
L'asteroide è dedicato all'astronomo scozzese Harry Ford impiegato presso l'Osservatorio Mills a Dundee e mentore dello scopritore.